# Tatjana Wiktorowna Lyssenko
Tatjana Wiktorowna Beloborodowa, geb. Lyssenko, (russisch Татьяна Викторовна Лысенко, engl. Transkription Tatyana Lysenko; * 9. Oktober 1983 in Bataisk) ist eine russische Hammerwerferin. 

## Karriere
Bei den Olympischen Spielen 2004 in Athen schied sie in der Qualifikation aus. Im darauffolgenden Sommer gelang ihr der Durchbruch zur Weltspitze. Am 15. Juli 2005 verbesserte sie in Moskau den sechs Jahre alten Weltrekord der Rumänin Mihaela Melinte um 99 Zentimeter auf 77,06 m. Anderthalb Monate später gewann sie bei den Weltmeisterschaften in Helsinki die Bronzemedaille. Da der ursprünglichen Siegerin Olga Kusenkowa der Titel wegen Dopings aberkannt wurde, rückte Lyssenko auf den Silberrang vor.
Am 24. Juni 2006 holte sie sich in Schukowski mit 77,41 m den Weltrekord von Gulfija Chanafejewa zurück. Kurz nachdem sie bei den Europameisterschaften in Göteborg mit der Weite von 76,67 m gesiegt hatte, verbesserte sie am 15. August 2006 in Tallinn ihren eigenen Weltrekord auf 77,80 m.  Am 26. Mai 2007 steigerte sie bei einem nationalen Sportfest in Sotschi ihre vorherige Bestleistung um 81 Zentimeter auf die Weite von 78,61 m. Diese Weite, welche ursprünglich als Weltrekord galt, wurde im Rahmen ihrer Dopingsperre jedoch annulliert.

### Erster Dopingfall
Am 9. Mai 2007 wurde sie bei einer Dopingkontrolle positiv auf den Aromatase-Hemmer 6-Alpha-Methyl-Androstendion getestet. Nach dem Verzicht auf die Öffnung der B-Probe erfolgte eine zweijährige Sperre wegen Dopings bis zum 14. Juli 2009 und die Aberkennung der zuletzt erzielten Weltrekordweite.
Kurz nach Ablauf der Sperre erzielte sie eine Weite von 76,41 m und qualifizierte sich damit für die Weltmeisterschaften in Berlin, bei denen sie mit 72,22 m auf den sechsten Platz kam. 2010 holte sie Silber bei den Europameisterschaften in Barcelona und siegte beim Leichtathletik-Continentalcup in Split. Bei den Leichtathletik-Weltmeisterschaften 2011 gewann sie Gold mit 77,13 m. 2013 gelang ihr bei den Weltmeisterschaften in Moskau die Titelverteidigung mit dem russischen Rekord von 78,80 m.

### Erneute Dopingsünden
2016 wurde sie erneut wegen Dopings von der IAAF gesperrt. Laut russischen Medienberichten waren Proben der Weltmeisterschaften 2005 erneut untersucht worden. Das Resultat der Weltmeisterschaften 2005 wurde jedoch nie offiziell annulliert, dieses Untersuchungsergebnis blieb ohne Folgen für die Athletin. Außerdem fand eine Nachuntersuchung der Proben von den Olympischen Spielen in London 2012 statt, bei denen Lyssenko ebenfalls gedopt gewesen war. Der Olympiasieg wurde aberkannt.
Auf Grundlage des McLaren-Reports wurde Lyssenko 2019 wegen Dopings vom Internationalen Sportgerichtshof rückwirkend gesperrt. Die Sperre dauert beginnend mit dem 2. Juli 2016 acht Jahre. Außerdem wurden alle Ergebnisse zwischen dem 16. Juli 2012 und dem 16. Juli 2016 annulliert.